# Antherina australis
Antherina australis är en fjärilsart som beskrevs av Griveaud 1964. Antherina australis ingår i släktet Antherina och familjen påfågelsspinnare. Inga underarter finns listade i Catalogue of Life.